# スコットランド郡 (ミズーリ州)
スコットランド郡（英: Scotland County）は、アメリカ合衆国ミズーリ州の北部に位置する郡である。2010年国勢調査での人口は4,843人であり、2000年の4,983人から2.8％減少した。郡庁所在地はメンフィス市（人口1,822人）であり、同郡で人口最大の都市でもある。スコットランド郡は1841年1月29日に設立され、郡名はスコットランドにちなんで名付けられた。

## 歴史
測量師のS・W・B・カーネギーが、この郡をその生まれ故郷であるスコットランドに因んで命名することを提案した。カーネギーは幾つかの開拓地にもスコットランドの地名を付けた。
1880年代、「スコットランド郡納税者協会」と呼ばれた団体が、地方税の支払いに抵抗し、税の代わりに差し押さえられた馬やラバに入札しようとする人を脅すために結成された。郡の税徴収に関わる問題は最高裁判所まで持ち上げられ、「フィンドレイ対マカリスター事件」とよばれた。

## 地理
アメリカ合衆国国勢調査局に拠れば、郡域全面積は439.25平方マイル（1,137.7km2）であり、このうち陸地は438.47平方マイル（1,135.6km2）、水域は0.79平方マイル（2.0km2）で、水域率は0.18％である。

### 主要高規格道路
- アメリカ国道136号線
- ミズーリ州道15号線

### 隣接する郡
- アイオワ州デイビス郡 - 北西
- アイオワ州ヴァンビューレン郡 - 北東
- クラーク郡 - 東
- ノックス郡 - 南
- アデア郡 - 南西
- スカイラー郡 - 西

## 人口動態
以下は2000年の国勢調査による人口統計データである。
| 基礎データ - 人口: 4,843人 - 世帯数: 1,902 世帯 - 家族数: 1,302 家族 - 人口密度: 4人/km2（11人/mi2） - 住居数: 2,292軒 - 住居密度: 2軒/km2（5軒/mi2） 人種別人口構成 - 白人: 98.82% - アフリカン・アメリカン: 0.20% - ネイティブ・アメリカン: 0.14% - アジア人: 0.08% - 太平洋諸島系: 0.02% - その他の人種: 0.16% - 混血: 0.58% - ヒスパニック・ラテン系: 0.84% - 家庭でペンシルベニアドイツ語、オランダ語あるいはドイツ語を話す者は5.72％ - 家庭でスペイン語を話す者は1.58％ 年齢別人口構成 - 18歳未満: 28.6% - 18-24歳: 7.6% - 25-44歳: 24.1% - 45-64歳: 20.8% - 65歳以上: 19.0% - 年齢の中央値: 37歳 - 性比（女性100人あたり男性の人口） - 総人口: 94.3 - 18歳以上: 87.8 | 世帯と家族（対世帯数） - 18歳未満の子供がいる: 32.4% - 結婚・同居している夫婦: 58.2% - 未婚・離婚・死別女性が世帯主: 7.0% - 非家族世帯: 31.5% - 単身世帯: 28.2% - 65歳以上の老人1人暮らし: 15.3% - 平均構成人数 - 世帯: 2.55人 - 家族: 3.16人 収入と家計 - 収入の中央値 - 世帯: 27,409米ドル - 家族: 33,529米ドル - 性別 - 男性: 23,836米ドル - 女性: 16,866米ドル - 人口1人あたり収入: 14,474米ドル - 貧困線以下 - 対人口: 16.8% - 対家族数: 13.4% - 18歳未満: 21.7% - 65歳以上: 13.5% |

## 都市と町
- アーベラ
- エトナ
- グランジャー
- メンフィス - 郡庁所在地
- ラトリッジ
- サウスゴーリン

## 政治

### 地方
スコットランド郡の地方レベルでは民主党が大半の政治を支配しており、郡の選挙で選ばれる役職は5人を除いて独占している。

### 国政

#### 2008年大統領予備選挙
2008年の大統領予備選挙で、スコットランド郡は二大政党の候補者をどちらも州全体と全国で2位に終わった者を選んだ。民主党の予備選挙ではヒラリー・クリントンが1位となり、さらに共和党予備選挙で各候補に投じられた票数よりも多かった。